# Jean-Baptiste Antonin
Pour les articles homonymes, voir Antonin.
Jean-Baptiste Antonin (21 avril 1763 - Belfort (Alsace) ✝ 27 octobre 1835 - Belfort), était un magistrat français des XVIIIe et XIXe siècles. 

## Biographie
Avocat au conseil souverain d'Alsace, Jean-Baptiste Antonin fut nommé, en 1792, commissaire du pouvoir exécutif près le tribunal du district de Belfort.
Nommé commissaire près le tribunal d'appel du Haut-Rhin le 24 prairial an VIII, Jean-Baptiste Antonin prit le titre de procureur-général en la cour d'appel de Colmar à l'organisation des tribunaux du mois de floréal an XII, et celui de procureur-général impérial à la même cour lors de la réorganisation du mois de juin 1811. À cette dernière époque, il présida le collège électoral de Belfort.
Ii était membre de la Légion d'honneur depuis le 25 prairial an XII, et avait cessé les fonctions de sa magistrature depuis le mois de mars 1816, lorsqu'il mourut à Colmar le 27 octobre 1835.

## Titres
- Chevalier Antonin et de l'Empire (lettres patentes du 25 mars 1809) ;
- Baron Antonin et de l'Empire (lettres patentes du 19 juin 1813).

## Décorations
- Membre de la Légion d'honneur (25 prairial an XII).

## Armoiries
| Figure | Blasonnement |
|        | Armes du chevalier Antonin et de l'Empire D'azur chargé des tables de la loi d'or et de huit mouchetures d'hermines d'argent en orle ; à la bordure de gueules, chargée du signe des chevaliers légionnaires., |
|        | Armes du baron Antonin et de l'Empire Écartelé : au 1er d'azur à un coq d'argent, surmonté d'une étoile d'or ; au 2e des barons procureurs de Cours d'appel ; au 3e de sinople à un livre ouvert d'or, à l'orle de huit mouchetures d'hermines d'argent ; au 4e d'or à un lion rampant de sable, tenant de la patte dextre un glaive du même et de la senestre une branche d'olivier de sinople., |

## Vie familiale
La famille Antonin, qui comptait jadis au nombre des plus considérables du pays, a vu tous ses membres élevés aux honneurs et aux dignités.
Issu de la principale souche, l'un des frères, Jean-Baptiste, a été procureur général à la Cour impériale de Colmar, baron de l'Empire, et officier de la Légion d'honneur[Quand ?]. Il eut une fille, Eugénie, qui épousa Jean Baptiste Vérité. Ils eurent deux fils Henri Vérité et Louis Vérité.
L'autre frère du baron, appelé Christophe, fut revêtu autrefois de hautes fonctions dans la magistrature, et a été longtemps maître des forges du pays en société avec la maison Viellard, famille également considérée à juste titre dans la contrée. M. Antonin avait été nommé, sous l'Empire, président du tribunal de première instance de Belfort, et plus tard président du tribunal de commerce de cette ville. Il fut pour ses bons et longs services, récompensé de la croix de la Légion d'honneur.